# ID野球
ID野球（アイディーやきゅう）とは、野村克也がヤクルトスワローズの監督であった時に提唱した野球理論。

## 概要
IDとはImport dataの略である。しばしば誤って「IDとはimportant dataの略である」とされるが、野村本人が「正確にはimport dataであり、important dataではない」と断言している。
監督のチーム作りや選手がプレイする際、経験や勘に頼ることなく、データを駆使して科学的に進めていくという手段である。その下地には、南海ホークス時代の同僚だったドン・ブレイザーの教え「シンキング・ベースボール」があった。
ヤクルトの捕手であった古田敦也は、頭脳を駆使した緻密な計算を基とする野球を野村から徹底的に叩き込まれており、「ID野球の申し子」と評されていた（古田敦也#トヨタ自動車時代も参照）。選手兼任監督就任後もデータを駆使した采配を振ることもあった。
野村がID野球の提唱して長年経過したプロ野球界隈においても、当該理論は用いられている。例を挙げると、吉田裕太は野村監督の孫弟子としてID野球で正捕手を目指すとされていた。また、原辰徳が読売ジャイアンツの監督として不調であったときには、ID野球に基づきチームを立て直しているなどとされていた。
しかし、1995年から1997年に指導を受けた吉井理人は、「ID野球」という言葉が一人歩きして勘違いされていると2022年に述べている。吉井によると、野村は、配球パターンとして「ピッチャー優先」「データ優先」「シチュエーション優先」の3つがあり、その中で一番優先されるべきは「ピッチャー優先」だとしていたという。しかし野村の真の意図が理解されなくなった現在は、「ID野球」とは「キャッチャーがピッチャーにデータ通り投げさせること」という風潮になり始め、バッターを抑えるための「ID野球」なのに、逆にピッチャーを苦しめているケースが多く見られるとしている。
なお、野村はヤクルト監督退任直後の1999年に阪神タイガースの監督に就任しているが、阪神では「ID野球」のコピーを使わず、「野村TOP野球」（Total・Object lesson・Process）をスローガンとした。